# Назва Росії
Назва Росії — запозичена назва сучасної держави Російська Федерація, запозичений топонім, який з початку свого виникнення не мав жодного зв'язку з територією, на якій згодом виникло Московське царство, або Московія.

## Виникнення
Топонім «Росія» має візантійське походження та закріпився у вжитку константинопольського документообігу в Х столітті та стосування країни з самоназвою "Русь". Однією з найбільш ранніх згадок оніму «Росія» чи "Русь" (грец. "Ρωςία") є адресування листа імператора Романа І Лакапіна київському (руському) князеві Ігорю: Гραμματα Κωνσταντινου και Ρωμανου των φιλοχριστων βασιλεων Ρωμαιων προζ τον αρχοντα Ρωσιαζ (Лист Константина і Романа боголюбивих царів Римських князю Росії). На відміну від оригінального слов'янського кореня «рус», використовувався співзвучний йому корінь «рос». Таке заміщення відбулось у зв'язку із поширеним з ІХ століття у Візантії ототожненням народу «Русь» із біблійним «князем Росом», через що термін отримав вигляд «Росія» замість «Русія».

## Подальше поширення
У 1547 році Великий князь московський Іван IV Грозний самопроголосив себе царем і став вживати титул: «Великий господарь, Божою милістю цар, Владимирський, Московський, ...".
Англійський мандрівник Річард Ченслер на основі поїздки в Росію в XVI столітті видав книгу «Торгівля в Московії». Назва Московська держава фігурувала в Соборному Уложенні 1649 року («Московское государьство»), отож назва "Росія" щодо території Московщини ще не вживалася, принаймні широко.
Назва «Руссія» для позначення власної країни, а також загарбаних східних і південних земель Великого князівства Литовського, з 16 століття почала вживалася в церковній документації Московського царства. Це слово було калькою з грецького слова «Руссія» (грец. Ρωσία), яким у середньовічній Візантії позначали Русь з центром у Києві. Від останньої чверті 16 століття в титулатурі великих князів московських, за прикладом монархів Литви і Польщі, стали використовувати слово «Руссія». У 17 столітті воно було змінене на «Росія» під впливом церковно-книжної традиції. На початку 18 століття за сприяння українських гуманістів і церковників, зокрема Феофана Прокоповича, московський цар став іменуватися «імператором Російським», а Московське царство — Російською імперією.
Існує також думка, що назва Росія походить не від Русі, а від слова «розсіяний». Зокрема українських церковних діячів XVII ст. Софонович Теодосій в своєму творі Хроніка з літописців стародавніх пише таке: «Для того потомъ россиянами и земля ихъ Россия ωт широкого ихъ по свѣту розсияния назвалися».
Від 1991 року в держави Російська Федерація, згідно з її Конституцією, є дві рівнозначні офіційні назви: Росія та Російська Федерація.

## Інші історичні назви
- Московія[2][4] — історична назва. Походить від назви російської столиці — Москви.
- Русія — назва, що використовувалася в титулатурі великих князів московських.
- Московська держава або царство — російська історична назва, яка вживалась в російських документах XVI—XVII століть.
- Велика Русь або Великоросія (від грец. μεγάλη Ῥωσ(σ)ία) — назва, яка вживалася з 14 століття спочатку тільки в церковній літературі, відокремлюючи Київську митрополію з центром у Володимирі-на-Клязьмі від Галицької митрополії (Мала Русь). З 1654 до 1721 років було офіційно в титулі російського царя. У 19 столітті вживалася істориками, етнографами та мовознавцями.

- Московщина — українська історична назва.[5]. Походить від назви столиці — Москви.
- У низці угро-фінських мов назва Росії ототожнюється з плем'ям венедів: ест. Venemaa, фін. Venäjä, вепс. Venäma[6], а у латиській мові (одна з балтійських мов) назва Росії (латис. Krievija) походить від назви одного з племен Київської Русі — кривичів[7].